# Терсана
«Терсана» (араб. نادي الترسانة الرياضي‎) — египетский футбольный клуб из города Гиза. Выступает во втором дивизионе Египта. Основан в 1921 году. Домашние матчи проводит на стадионе Мит Окба, вмещающем 15 тысяч зрителей. В сезоне 1962/63 клуб добился главного успеха в своей истории став чемпионом Египта, в Кубке страны «Терсана» побеждала 6 раз. В афрокубках, клуб участвовал лишь однажды, в 1987 году он играл в Кубке обладателей кубков КАФ, где в 1/16 финала обыграл руандийский клуб «Мукура Виктори», а в 1/8 финала уступил тунисскому «Эсперансу».

## Достижения
- Чемпион Египта (1): 1962/63
- Обладатель Кубка Египта (6): 1922/23, 1928/29, 1953/54, 1964/65, 1966/67, 1985/86

## Международные соревнования
- Кубок обладателей кубков КАФ: 1

1987 — 1/8 финала.